# Mesosemia zanoa
Mesosemia zanoa är en fjärilsart som beskrevs av William Chapman Hewitson 1869. Mesosemia zanoa ingår i släktet Mesosemia och familjen Riodinidae. Inga underarter finns listade i Catalogue of Life.

## Bildgalleri

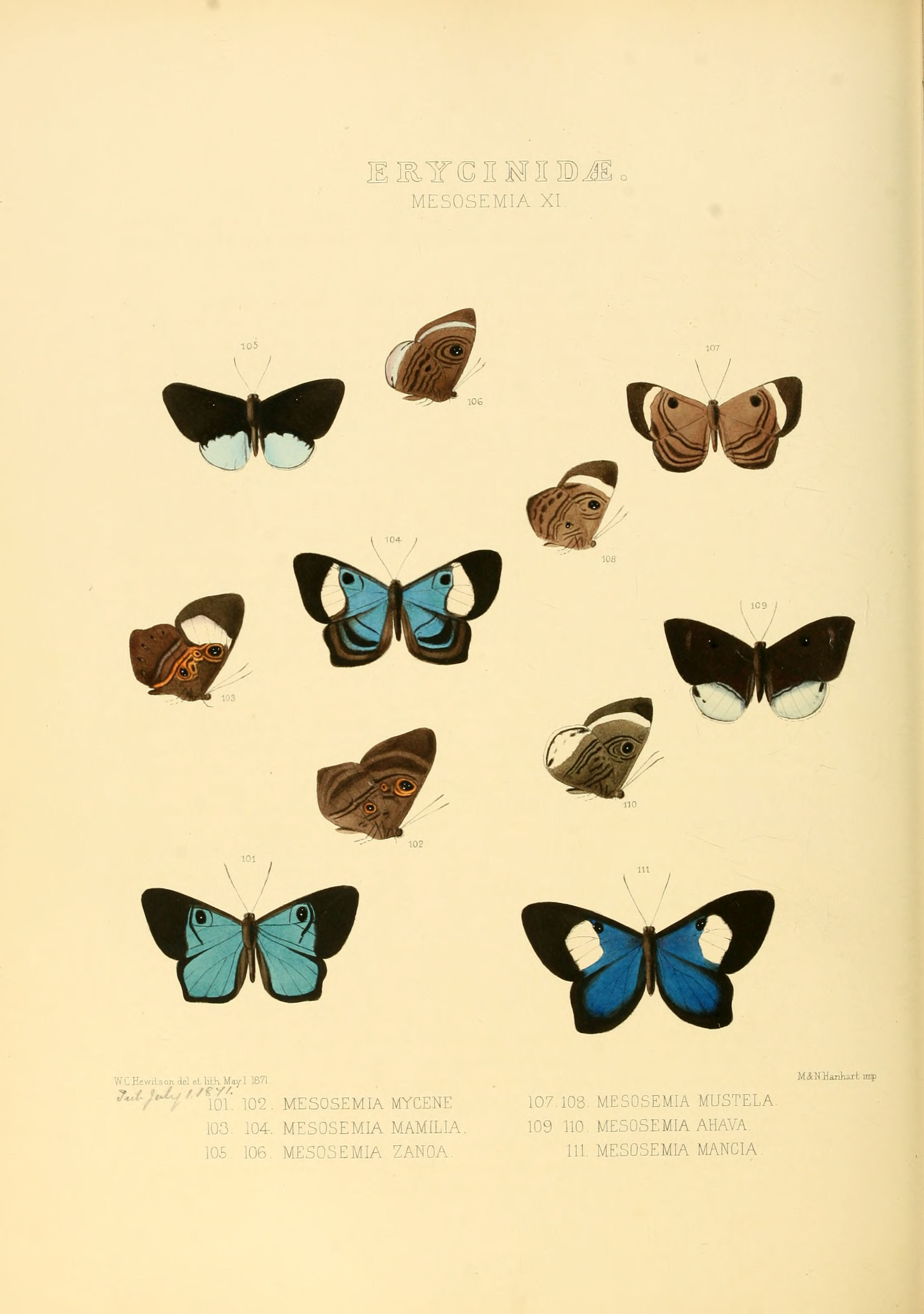
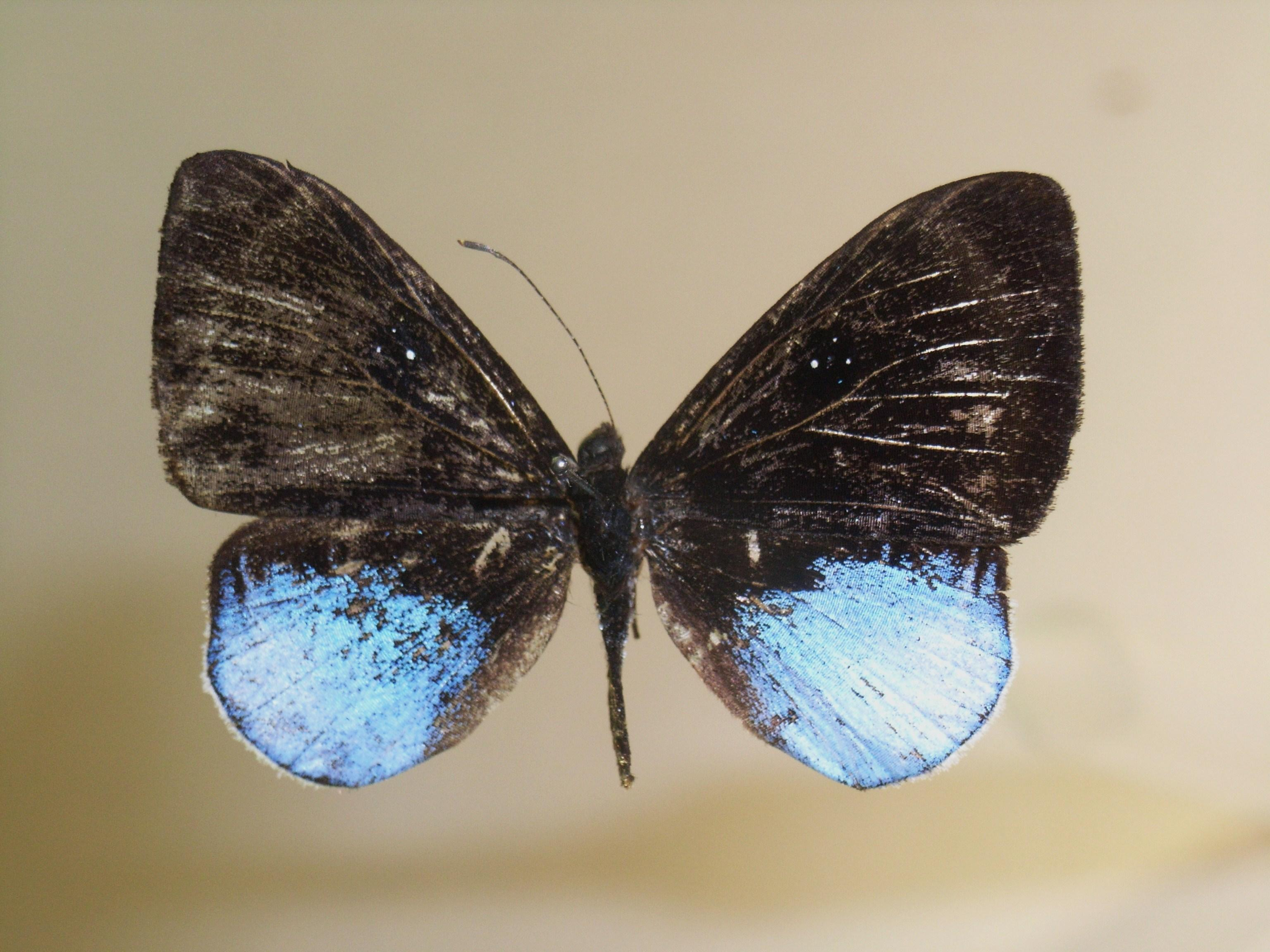